# Champions for Life 2016
El Champions for Life 2016 fue la  III edición  del partido solidario organizado por la UNICEF y la Fundación LaLiga. El partido, que coincide además con el centenario de la Real Federación Andaluza de Fútbol, se celebrará en el estadio Benito Villamarín (Sevilla) el 29 de diciembre, a las 19:00 horas, y será retransmitido en directo por Teledeporte.

## Partido
| 1     | POR   | Sergio Rico        |  |
| 2     | DEF   | Carlos Marchena    |  |
| 3     | DEF   | Juan Fuentes       |  |
| 4     | DEF   | José Antonio Reyes |  |
| 5     | DEF   | Suso               |  |
| 6     | MED   | Juanmi Jiménez     |  |
| 7     | MED   | José Manuel Jurado |  |
| 8     | MED   | Brahim Díaz        |  |
| 9     | DEL   | Álvaro Cejudo      |  |
| 10    | DEL   | Raúl Navas         |  |
| 11    | DEL   | Dani Ceballos      |  |
| D. T. | D. T. | Antonio Álvarez    |  |

| 1     | POR   | Iago Herrerín     |  |
| 2     | DEF   | Samu de los Reyes |  |
| 3     | DEF   | José Luis Gayà    |  |
| 4     | DEF   | Rúben Vezo        |  |
| 5     | DEF   | Víctor Laguardia  |  |
| 6     | MED   | Lucas Silva       |  |
| 7     | MED   | Roque Mesa        |  |
| 8     | MED   | Mariano Díaz      |  |
| 9     | DEL   | Burgui            |  |
| 10    | DEL   | Enric Saborit     |  |
| 11    | DEL   | Nahuel Leiva      |  |
| D. T. | D. T. | Milinko Pantić    |  |

| Principal  | Martínez Munuera    |
| Asistentes | Aguilera Morales    |
|            | De la Torre Pizarro |
| Cuarto     | Martínez Munuera    |

| 1     | POR   | Sergio Rico        |  |
| 2     | DEF   | Carlos Marchena    |  |
| 3     | DEF   | Juan Fuentes       |  |
| 4     | DEF   | José Antonio Reyes |  |
| 5     | DEF   | Suso               |  |
| 6     | MED   | Juanmi Jiménez     |  |
| 7     | MED   | José Manuel Jurado |  |
| 8     | MED   | Brahim Díaz        |  |
| 9     | DEL   | Álvaro Cejudo      |  |
| 10    | DEL   | Raúl Navas         |  |
| 11    | DEL   | Dani Ceballos      |  |
| D. T. | D. T. | Antonio Álvarez    |  |

| 1     | POR   | Iago Herrerín     |  |
| 2     | DEF   | Samu de los Reyes |  |
| 3     | DEF   | José Luis Gayà    |  |
| 4     | DEF   | Rúben Vezo        |  |
| 5     | DEF   | Víctor Laguardia  |  |
| 6     | MED   | Lucas Silva       |  |
| 7     | MED   | Roque Mesa        |  |
| 8     | MED   | Mariano Díaz      |  |
| 9     | DEL   | Burgui            |  |
| 10    | DEL   | Enric Saborit     |  |
| 11    | DEL   | Nahuel Leiva      |  |
| D. T. | D. T. | Milinko Pantić    |  |

| Principal  | Martínez Munuera    |
| Asistentes | Aguilera Morales    |
|            | De la Torre Pizarro |
| Cuarto     | Martínez Munuera    |

| 1     | POR   | Sergio Rico        |  |
| 2     | DEF   | Carlos Marchena    |  |
| 3     | DEF   | Juan Fuentes       |  |
| 4     | DEF   | José Antonio Reyes |  |
| 5     | DEF   | Suso               |  |
| 6     | MED   | Juanmi Jiménez     |  |
| 7     | MED   | José Manuel Jurado |  |
| 8     | MED   | Brahim Díaz        |  |
| 9     | DEL   | Álvaro Cejudo      |  |
| 10    | DEL   | Raúl Navas         |  |
| 11    | DEL   | Dani Ceballos      |  |
| D. T. | D. T. | Antonio Álvarez    |  |

| 1     | POR   | Iago Herrerín     |  |
| 2     | DEF   | Samu de los Reyes |  |
| 3     | DEF   | José Luis Gayà    |  |
| 4     | DEF   | Rúben Vezo        |  |
| 5     | DEF   | Víctor Laguardia  |  |
| 6     | MED   | Lucas Silva       |  |
| 7     | MED   | Roque Mesa        |  |
| 8     | MED   | Mariano Díaz      |  |
| 9     | DEL   | Burgui            |  |
| 10    | DEL   | Enric Saborit     |  |
| 11    | DEL   | Nahuel Leiva      |  |
| D. T. | D. T. | Milinko Pantić    |  |

| Principal  | Martínez Munuera    |
| Asistentes | Aguilera Morales    |
|            | De la Torre Pizarro |
| Cuarto     | Martínez Munuera    |

| 1     | POR   | Sergio Rico        |  |
| 2     | DEF   | Carlos Marchena    |  |
| 3     | DEF   | Juan Fuentes       |  |
| 4     | DEF   | José Antonio Reyes |  |
| 5     | DEF   | Suso               |  |
| 6     | MED   | Juanmi Jiménez     |  |
| 7     | MED   | José Manuel Jurado |  |
| 8     | MED   | Brahim Díaz        |  |
| 9     | DEL   | Álvaro Cejudo      |  |
| 10    | DEL   | Raúl Navas         |  |
| 11    | DEL   | Dani Ceballos      |  |
| D. T. | D. T. | Antonio Álvarez    |  |

| 1     | POR   | Iago Herrerín     |  |
| 2     | DEF   | Samu de los Reyes |  |
| 3     | DEF   | José Luis Gayà    |  |
| 4     | DEF   | Rúben Vezo        |  |
| 5     | DEF   | Víctor Laguardia  |  |
| 6     | MED   | Lucas Silva       |  |
| 7     | MED   | Roque Mesa        |  |
| 8     | MED   | Mariano Díaz      |  |
| 9     | DEL   | Burgui            |  |
| 10    | DEL   | Enric Saborit     |  |
| 11    | DEL   | Nahuel Leiva      |  |
| D. T. | D. T. | Milinko Pantić    |  |

| Principal  | Martínez Munuera    |
| Asistentes | Aguilera Morales    |
|            | De la Torre Pizarro |
| Cuarto     | Martínez Munuera    |